# Lorenz Snack-World
The Lorenz Bahlsen Snack-World – niemieckie przedsiębiorstwo spożywcze, które powstało w 1999, po podziale koncernu Bahlsen pierwotnie produkującego słodkie i słone przekąski, w tym słone paluszki, 
Nowa firma, na której czele stanął Lorenz Bahlsen, w 2001 przejęła produkcję wszystkich przekąsek dotychczasowo sygnowanych zielonym logo Bahlsen Picanterie. W 2019 roku Lorenz Bahlsen przekazał zarządzanie firmą na rzecz swojego syna Moritza.

## Produkty
- Crunchips
- Lajkonik
- Wiejskie Ziemniaczki
- Curly
- Peppies
- Monster Munch
- Chio (tylko Polska)
- Chipsletten
- Nic Nac's
- Just Chips

## Filie zagraniczne firmy
Koncern ma swoje filie w Austrii, Polsce, Rosji na Węgrzech oraz Chorwacji.  
W 2006 roku firma otworzyła zakład produkcyjny w Stanowicach.  
W roku 2007 w miejscowości Kiriszy Lorenz Bahlsen wykupił fabrykę produkującą pieczywo („Kiriski Chlebokombinat” S.A.). Na jej terenie począwszy od roku 2011 rozpoczęła się produkcja słonego pieczywa (paluszki, precelki, krakersy). We wrześniu 2017 roku zostały uruchomione kolejne linie produkujące słone pieczywo. W roku 2018 rozpoczęto przygotowania do postawienia kolejnych linii produkcyjnych, tym razem produkujących chipsy oraz inne przekąski z ziemniaków.